# Phoenicops
Phoenicops là một chi bướm ngày thuộc họ Bướm nâu.